# 福山市立山野中学校
福山市立山野中学校（ふくやましりつ やまのちゅうがっこう）は、広島県福山市山野町山野にあった公立中学校。

## 沿革
- 1947年（昭和22年）4月1日 - 新学制発足に伴い山野村立山野中学校として開校する。
- 1955年（昭和30年）3月31日 - 深安郡加茂村・広瀬村・山野村が統合して深安郡加茂町が発足したことに伴い加茂町立山野中学校と改称し、併せて所在地表示が変更される（深安郡山野村山野→深安郡加茂町山野）。
- 1975年（昭和50年）2月1日 - 深安郡加茂町が福山市に編入されたことに伴い福山市立山野中学校と改称し、併せて所在地表示が変更される（深安郡加茂町山野→福山市加茂町山野）。
- 1976年（昭和51年） - 福山市加茂町のうち旧深安郡山野村の区域（矢川・山野）が山野町として独立したことに伴い所在地表示が変更される（福山市加茂町山野→福山市山野町山野）。
- 2023年（令和5年）
  - 2月12日 - 閉校式を敢行[2]
  - 3月31日 - 閉校

## 校名の由来
- 深安郡山野村（当時）を学区とすることから。

## 概要
- 福山市最北の中学校である（1975年～）。
- 福山市山野町全域を学区としている。山野町は高梁川支流の小田川に沿って展開される山村で、北部には山野峡がある。
- 学区は広範囲に及び、中には福山市域を一旦出ないとたどり着けない地域もある。交通事情も良くなく、町内を通る県道は全て大型車の通行が困難な狭隘箇所を有し、バス便も少ない。
- 学校は小田川と広島県道21号加茂油木線（広島県道・岡山県道104号坂瀬川芳井線重用）のすぐ西側にあり、学校の西側には2002年以降事実上山野地区唯一の小学校になった福山市立山野小学校（2023年3月廃校）がある。

## 学区
- 特別の事情がない限り福山市立山野小学校の児童全員が進学することになっている（学区は同一）。2002年春までは福山市立山野北小学校もあったが、過疎化による児童数減少により休校、2023年3月廃校となった（福山市立山野北小学校の施設は今も使用されていた当時そのままの状態に置かれている）。

## 学区の地理

### 主要施設
- 福山市役所加茂支所山野分所
- 福山北警察署山野駐在所
- 山野民俗資料館

### 名所・旧跡・観光地
- 山野峡
- 中国自然歩道
- 馬乗観音

### 自然景観
- 小田川

### 教育機関（小学校以上）
- 福山市立山野小学校

## アクセス
- 鉄道の最寄駅は井原鉄道井原線井原駅である。そこから北振バスに乗って広島県道21号加茂油木線旧道上にある山野下市バス停まで行くことになる。山野下市バス停からは徒歩数分。
- 福山市中心部からは一旦中国中央病院（福山市御幸町上岩成）で北振バスに乗り換えて終点の山野下市バス停まで行くことになる。